# Caucaguan
Caucaguan (Penelope perspicax) är en starkt utrotningshotad fågel i familjen trädhöns som enbart förekommer i Colombia.

## Utseende och läten
Caucaguanen är en medelstor (76 cm), färglös trädhöna med lysande röd strupsäck. Fjäderdräkten är brungrå, på bakre delen av kroppen mer rödbrun. Från huvud till mantel och bröst är den kraftigt vitfjällig. Liksom andra trädhöns låter den höra högljudda trumpetanden, framför allt under häckningssäsongen och i grupp.

## Utbredning och status
Fågeln förekommer i de subtropiska västra och centrala Anderna i Colombia. IUCN kategoriserar arten som sårbar. Den har ett mycket litet och fragmenterat utbredningsområde och tros dessutom minska i antal till följd av habitatförlust och jakt. Världspopulationen uppskattas till endast mellan 1000 och 2500 vuxna individer.